# Walter Fritz (Physiker)
Walter Fritz (* 1902; † 1983) war ein deutscher Physiker und Regierungsrat. 
Fritz war Mitarbeiter von Max Jakob. Ab 1927 arbeitete er in der Abteilung III der PTR, wo er die beiden Laboratorien Wärme- und Kältetechnik sowie Viskosimetrie und Mineralölprüfgeräte aufbauen sollte. Um 1929 zog er nach Niederschöneweide. Bei der Nachfolgerin der PTR, der Physikalisch-Technischen Bundesanstalt (PTB) in Braunschweig leitete er bis 1967 die Abteilung Wärme und Druck.

## Arbeiten
- Allgemeiner Überblick über das Verhalten der Wärme- und Temperaturleitfähigkeit von Kohle. In: Forschung auf dem Gebiete des Ingenieurwesens. Band 14, Nr. 1, 1943, S. 1, doi:10.1007/BF02585875 (springer.com [PDF]).
- Grundlagen der Wärmeübertragung beim Verdampfen von Flüssigkeiten
- Strömungsformen hinter scharfkantigen Widerstandskörpern
- Die theoretischen Grundlagen der Wärmeerzeugung im Hochfrequenzofen und Lichtbogenofen; 1951
- mit Wolf Weber: Über die Größe der Hagenbach-Couette-Korrektur und den Einfluß der Oberflächenspannung beim Ubbelohde-Viskosimeter. In: Rheol Acta. Band 3, 1963, S. 34–43, doi:10.1007/BF01974453.
- U-Rohrverfahren: zur Kälteprüfung von Mineralölen